# Anna Zahorowska
Anna Zahorowska (ur. przed 1574, zm. między 1600 a 1602) – córka kasztelana bracławskiego Wasyla Zahorowskiego i księżniczki Maruszy Zbaraskiej.

## Życiorys
Najprawdopodobniej jeszcze przed narodzinami Anny jej rodzice rozeszli się z nieznanych bliżej powodów. Wychowywana była przez matkę Maruszę na dworze swego stryja Janusza Zbaraskiego. W 1595 roku została wydana za mąż za księcia Konstantego Wiśniowieckiego, wnosząc w posagu 15 tys. złotych. Z kolei Konstanty nadał małżonce, w zapisie z 6 sierpnia 1595 roku, majątek na sumę 30 tys. złotych. Małżeństwo Anny i Konstantego należało najprawdopodobniej do udanych, na co wskazują przyjazne stosunki Konstantego z rodem Zbaraskich, do którego należała jej matka. Ze związku Anny z Konstantym narodziło się troje dzieci:
- Janusz – koniuszy wielki koronny i starosta krzemieniecki,
- Marianna – żona magnata polskiego Jakuba Sobieskiego,
- Helena – żona kasztelana krakowskiego Stanisława Warszyckiego, krewnego prymasa Stanisława Łubieńskiego.